# Antão Jorge
Anton Georg Hechenblaickner, conhecido como Antão Jorge (Innsbruck, 5 de junho de 1880 — Aparecida, 28 de setembro de 1965), foi um sacerdote católico romano e engenheiro austro-brasileiro.
Nascido na Áustria, Jorge veio de uma família religiosa, na qual a mãe pertencia à Ordem Franciscana Secular do país. Na adolescência, se mudou para a região onde atualmente é Goiânia, trabalhando como missionário redentorista. Anos depois, se mudou para Bela Vista de Goiás e para Trindade, onde construiu a Igreja Matriz de Trindade em 1912. Finalizou sua vida eclesiástica em Aparecida, onde construiu o Lar Nossa Senhora Aparecida e ajudou a emancipação da cidade.